# Because of You (canção de After School)
"Because of You" (em coreano:  너 때문에, Neo Ttaemun-e) é o segundo single do girl group sul-coreano After School, lançado em 25 de novembro de 2009. O grupo também lançou uma versão de remix oficial em 21 de janeiro de 2010. A faixa título foi escrita, composta e arranjada por Brave Brothers e foi o primeiro lançamento sem So Young e com as novas integrantes Raina e Nana.

## Lista de faixas
| N.º | Título                                      | Duração |  |
| 1.  | "Because of You" (너 때문에)                | 3:47    |  |
| 2.  | "When I Fall"                               | 3:20    |  |
| 3.  | "Diva"                                      | 3:18    |  |
| 4.  | "Because of You" (너 때문에 (Instrumental)) | 3:47    |  |

## Desempenho nas paradas

### Álbum
| Parada                  | Melhor posição |
| ----------------------- | -------------- |
| Gaon Weekly Album Chart | 2              |

### Singles
| Parada                                        | Melhor posição |
| --------------------------------------------- | -------------- |
| Gaon Monthly Singles Chart (dezembro de 2009) | 1              |
| Gaon Yearly Singles Chart[A]                  | 158            |

- A^ A "Gaon Yearly Singles Chart" foi criada no final de 2010 e "Because of You" foi lançado em 2009; assim, a parada baseou-se apenas nas vendas de 2010.